# Irena Stankiewicz

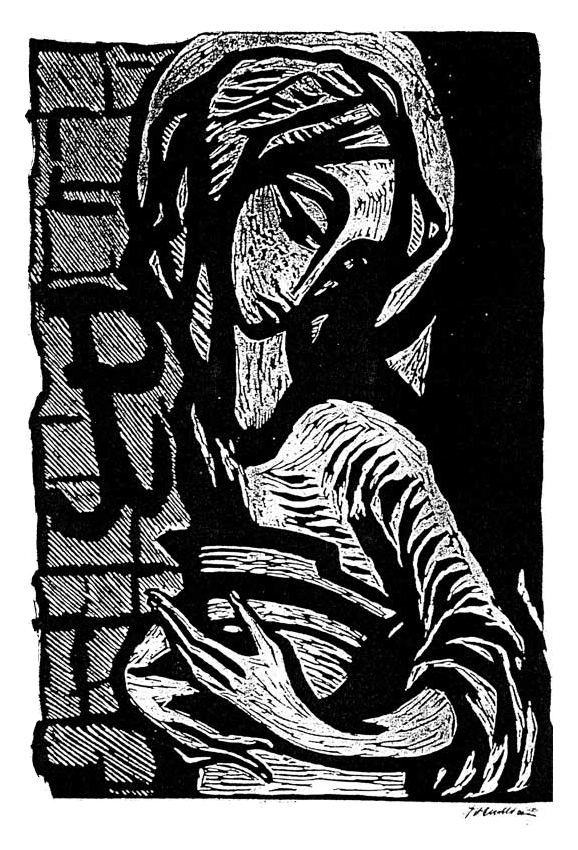
Matka Boska Akowska 1981

Irena Stankiewicz (ur. 28 lutego 1925 w Puławach) – polska artystka grafik.

## Życiorys
Urodziła się jako córka kapitana saperów Aleksandra Stankiewicza (1899-1930) i Stanisławy z Piszczkowskich (1899-1979). Wraz z rodziną zamieszkała w Warszawie. Po przedwczesnej śmierci ojca sześcioletnia Irenka zamieszkała w Korytnicy w powiecie węgrowskim u krewnej Marii Holder-Eggerowej, właścicielki dóbr korytnickich, a jej matka pozostała w Warszawie. W Korytnicy uczęszczała do szkoły powszechnej, a od roku 1938 do Gimnazjum Sióstr Nazaretanek w Warszawie przy ul. Czerniakowskiej. Okres drugiej wojny światowej spędziła w Korytnicy, ucząc się na poziomie gimnazjalnym i pełniąc obowiązki łączniczki AK. Maturę zdała już po wojnie w Białymstoku. W roku 2009 została honorową obywatelką Korytnicy.
Po wojnie rozpoczęła studia na Wyższej Szkole Sztuk Plastycznych w Warszawie, a następnie studiowała na Wydziale Grafiki warszawskiej ASP, uzyskując dyplom w roku 1953. Współpracowała w latach 1952-1960 z wydawnictwem "Czytelnik", a od 1970 z "Naszą Księgarnią". Od 1958 pedagog macierzystej uczelni. 
Bierze udział w wielu wystawach grafiki, m.in. II Ogólnopolskiej Wystawie Grafiki Artystycznej i Rysunku 1953, Grafiki Artystycznej i Rysunku w XV-leciu, Warszawa 1961/1962, II i III Biennale Grafiki, Kraków 1962 i 1964, II Biennale Grafiki Książkowej, Brno 1967, Wystawie Ilustracji „Cepelii” w Warszawie 1977, Pokonkursowej Wystawie "Książka Dziecięca" w Poznaniu 1986. 
Laureatka wielu nagród, m.in. złotego medalu na II Biennale w Iglesias (Sardynia) 1963, wyróżnienia na wystawie ilustracji do dzieł Bertolta Brechta, Berlin 1966, wyróżnienia na wystawie "Sztuka Książki Dziecięcej" 1967, wyróżnienia w konkursie "Sztuka Książki", Warszawa 1967, III nagrody i dwóch wyróżnień w konkursie „200 lat Stanów Zjednoczonych Ameryki Północnej” 1975, nagrody w konkursie "Armia Krajowa w sztuce", Londyn 1981, wyróżnienia w konkursie "Grafika i rysunek na tematy biblijne" 1983, wyróżnienia w konkursie "Motywy filmowe w ekslibrisie", Kraków 1998, nagrody w konkursie kalendarzy i karnetów świątecznych Muzeum Plakatu w Warszawie 2001.
Do najbardziej znanych dzieł Ireny Stankiewicz należy drzeworyt „Matka Boska Akowska” który przyniósł jej w roku 1981 I nagrodę w londyńskim konkursie plastycznym "Armia Krajowa w sztuce". Wizerunek drzeworytu został wielokrotnie powtórzony w postaci metaloplastyk i witraży.
Irena Stankiewicz uprawia grafikę warsztatową (głównie drzeworyt i linoryt) i użytkową (ilustrację książkową).
W dniu 27 lipca 2016 delegacja Prezydium ZG Światowego Związku Żołnierzy Armii Krajowej odwiedziła Irenę Stankiewicz, by wręczyć jej pismo od Prezesa ZG ŚZŻAK i Medal Pamiątkowy „Za Zasługi dla ŚZŻAK”.

## Opracowania graficzne książek
- Howard Fast: Dumni i wolni : Warszawa : "Czytelnik", 1952
- Howard Fast: Ostatnia granica : Warszawa : "Czytelnik", 1954
- Włodzimierz Wolski: Utwory wybrane : Warszawa : "Czytelnik", 1955
- Juliusz Słowacki: Ojciec zadżumionych oraz wiersze i fragmenty : Warszawa : "Czytelnik", 1956
- Adolf Dygasiński: Na warszawskim bruku : Warszawa : "Czytelnik", 1959
- Adolf Dygasiński: Gorzałka : Warszawa : "Czytelnik", 1960
- Wojciech Żukrowski: Porwanie w Tiutiurlistanie : Warszawa : "Nasza Księgarnia", 1971
- Halina Maria Natuniewicz, Maria Wesołowska: Patrzymy w niebo : antologia poezji religijnej dla dzieci : "Michalineum", 1991
- Elżbieta Ostrowska: Miecz wzniesiesz albo tarczę : Warszawa : First Business College Prywatne Policealne Studium Handlowe, 1994, ISBN 83-85746-15-3
- Teresa Bojarska: Świtanie, przemijanie : Warszawa : "Trio", 1996
- Maria Pawlikowska-Jasnorzewska: Baisers perdus - Pocałunki : tłum. Yves Bernard : Editions aux arts 1998
- Witomiła Wołk-Jezierska: Przychodzisz gdy myślę Katyń : Wrocław : Wydawnictwo Nortom, 2007, ISBN 978-83-89684-07-3
- Orła wrona nie pokona - śpiewnik internowanych - IPN Oddział w Białymstoku, 2009, ISBN 978-83-927957-6-6